# Nakatsu
Nakatsu (japanska: 中津市?, Nakatsu-shi) är en stad i Ōita prefektur i Japan. Staden fick stadsrättigheter 1929.